# Park Young-Dae
Park Young-Dae (9 de junio de 1964) fue un jugador de balonmano surcoreano. Fue un componente de la selección de balonmano de Corea del Sur.
Con la selección ganó la medalla de plata en los Juegos Olímpicos de Seúl 1988, fue miembro del equipo nacional que terminó en el undécimo lugar en el torneo olímpico de 1984 donde jugó los seis partidos y anotó un gol, y también fue parte del equipo que consiguió la medalla de oro en 1986 en los Juegos Asiáticos.